# Zsolt Szabó

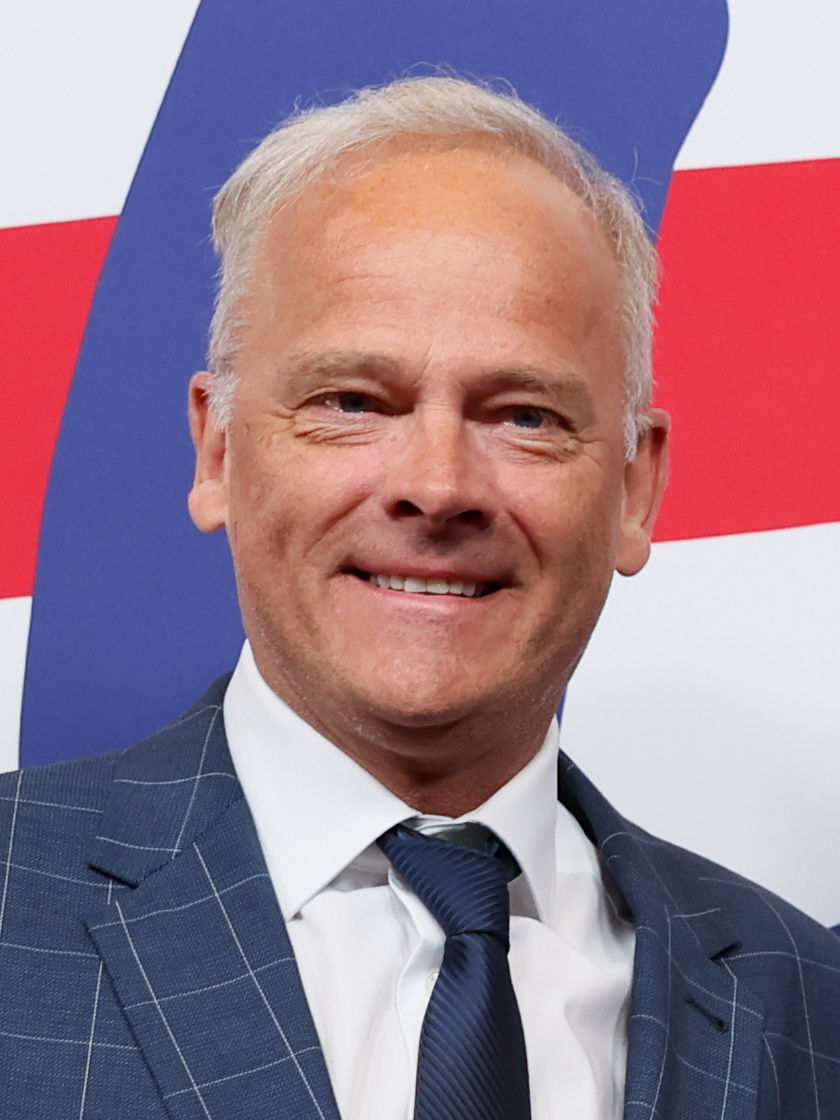
Zsolt Szabó (2025)

Ferenc Zsolt Szabó (* 24. November 1961 in Amsterdam) ist ein niederländischer Politiker und ehemaliger Geschäftsmann. Er war von Juli 2024 bis Juni 2025 Staatssekretär für Digitalisierung und Königreichsbeziehungen im Kabinett Schoof und ist Mitglied der Partei für die Freiheit (PVV).

## Leben

### Frühes Leben und Ausbildung
Szabó wurde in Amsterdam geboren und hat ungarische Wurzeln. Er absolvierte ein Studium der Politikwissenschaften an der Vrije Universiteit Amsterdam und schloss dieses mit einem Master of Science ab.

### Politische Karriere
Szabó begann seine politische Laufbahn als Mitglied der VVD (Volkspartij voor Vrijheid en Democratie) und war von 2003 bis 2006 Mitglied der Zweiten Kammer der Generalstaaten. Während dieser Zeit war er Sprecher für Entwicklungszusammenarbeit, Verteidigung und IT.
Im Jahr 2024 trat er der PVV bei und wurde Staatssekretär für Digitalisierung und Königreichsbeziehungen.  Am 3. Juni 2025 schied die Partij voor de Vrijheid aus der Regierung und er somit aus seinem Amt aus.

### Berufliche Laufbahn
Vor seiner politischen Karriere war Szabó in der Privatwirtschaft tätig, unter anderem als Vizepräsident bei Capgemini, einem führenden IT-Unternehmen.

### Persönliches Leben
Szabó ist verheiratet und hat drei Kinder. Er wurde 2017 für seine Verdienste um die ungarisch-niederländischen Beziehungen zum Ritter der Ungarischen Republik ernannt.